# Las Anonas, Tuzantla
Las Anonas är en ort i Mexiko.   Den ligger i kommunen Tuzantla och delstaten Michoacán de Ocampo, i den södra delen av landet, 140 km väster om huvudstaden Mexico City. Las Anonas ligger 889 meter över havet och antalet invånare är 158.
Terrängen runt Las Anonas är kuperad. Runt Las Anonas är det ganska glesbefolkat, med 24 invånare per kvadratkilometer. Närmaste större samhälle är Tuzantla, 7,9 km väster om Las Anonas. I omgivningarna runt Las Anonas växer huvudsakligen savannskog.